# چیتگونگ-۱۵
چیتگونگ-۱۵ (به لاتین: Chittagong-15) یک منطقهٔ مسکونی در بنگلادش است که در ناحیه چیتاگونگ واقع شده‌است.